# Turiatka
Turiatka (ukr. Турятка) – wieś na Ukrainie, w obwodzie czerniowieckim, w rejonie czerniowieckim, w hromadzie Taraszany. W 2001 liczyła 1908 mieszkańców.